# Vilanova de Arousa (ort)
Vilanova de Arousa är en ort i Spanien.   Den ligger i provinsen Provincia de Pontevedra och regionen Galicien, i den nordvästra delen av landet, 500 km nordväst om huvudstaden Madrid. Antalet invånare är 10 719.
Terrängen runt Vilanova de Arousa är platt åt sydväst, men åt nordost är den kuperad. Havet är nära Vilanova de Arousa åt nordväst. Runt Vilanova de Arousa är det tätbefolkat, med 356 invånare per kvadratkilometer. Närmaste större samhälle är Vilagarcía de Arousa, 6,5 km nordost om Vilanova de Arousa. Omgivningarna runt Vilanova de Arousa är en mosaik av jordbruksmark och naturlig växtlighet.